# Эффект Флоренс Найтингейл
Эффект Флоренс Найтингейл (англ. Florence Nightingale effect) — психологический эффект, проявляющийся, когда врач или медсестра, ухаживающие за больным, начинают к нему испытывать романтические чувства, перерастающие в любовь или сексуальное влечение. Эти чувства могут иногда исчезнуть, если уход за пациентом прекращается, либо когда тот выздоравливает или умирает.

## Происхождение
Эффект получил имя сестры милосердия Флоренс Найтингейл, основоположницы современной санитарии и сестринского дела. Она очень сильно заботилась о своих пациентах и по ночам обходила их палаты, держа в руке лампу. Пациенты прозвали её «Дамой с лампой» и «Ангелом», поскольку страдания многих раненых облегчались при виде Найтингейл, а смертность в больницах резко снизилась. Именно правила и методы помощи раненым, внедрённые Найтингейл, стали основой современного ухода за больными в медицине.
Существует множество легенд и слухов, по которым Флоренс Найтингейл была влюблена в кого-то из собственных подопечных. В реальности же она не выходила замуж, поскольку опасалась, что семья может вмешаться в её карьеру и оставить без работы. В 1982 году актёр Альберт Финни в интервью назвал подобный эффект «синдромом»: ранее подобный синдром приписывали врачам, которые получали нематериальное вознаграждение за свою работу.

## Эффект или синдром?
Ситуацию с любовными чувствами между медсестрой и больным правильно называть именно эффектом. Синдромом Флоренс Найтингейл современная медицина называет синдром хронической усталости: известно, что сама Найтингейл страдала от него в течение всей жизни. Эффект же не признаётся медициной как какое-то медицинское заболевание, а больше считается одним из элементов поп-культуры или нарушением медицинской этики и проявлением непрофессионализма. Ещё одна путаница возникает, когда некоторые считают, что пациент сам влюбляется в лечащего врача (по версии Зигмунда Фрейда, это всего лишь психологический перенос).